# Thủy điện Chi Khê
Thủy điện Chi Khê là công trình thủy điện xây dựng trên dòng sông Cả (sông Lam) tại vùng đất bản Chằn Nằn xã Chi Khê, huyện Con Cuông tỉnh Nghệ An, Việt Nam .
Thủy điện Chi Khê có công suất 41 MW với 2 tổ máy, hoạt động với cột nước thấp cấp từ thủy điện Khe Bố. Công trình khởi công tháng 08/2013  dự kiến hoàn thành năm 2017 .
Phía thượng nguồn cách Chi Khê 30 km theo đường sông là Thủy điện Khe Bố 19°11′28″B 104°39′31″Đ / 19,191111°B 104,658611°Đ. Các thủy điện Khe Bố và Chi Khê hoạt động lệ thuộc vào hồ chứa nước của Thủy điện Bản Vẽ 19°20′33″B 104°29′10″Đ / 19,342365°B 104,486058°Đ.

## Tác động môi trường và dân sinh
Tháng 5/2016 người dân tố thủy điện Chi Khê tích nước đột ngột không thông báo, dẫn đến trên 8,6 ha lúa và hoa màu tại xã Cam Lâm bị thiệt hại, một cụ bà bị chết đuối. Khi truy tìm nguyên nhân thì thủy điện Chi Khê khẳng định không thực hiện tích nước mà là thủy điện Khe Bố xả nước nhiều, song thủy điện Khe Bố thì khẳng định mùa này lấy đâu ra nước mà chạy cả hai tổ máy phát điện .
Tháng 9/2016 phát giác việc ban giải phóng mặt bằng thông đồng ăn chia tiền đền bù .